# Beni Smir
 (avril 2025).
Motif : Absence de sources secondaires centrées en nombre et qualité suffisants
- Archive Wikiwix
- Bing
- Cairn
- DuckDuckGo
- E. Universalis
- Gallica
- Google
- G. Books
- G. News
- G. Scholar
- Persée
- Qwant
- (zh) Baidu
- (ru) Yandex
- (wd) trouver des œuvres sur Wikidata

| 1. | Préciser le motif de la pose du bandeau. | Précisez le motif de la pose du bandeau en utilisant la syntaxe suivante : {{admissibilité à vérifier\|date=juin 2025\|motif=remplacez ce texte par le motif}}                 |
| 2. | Informer les utilisateurs concernés.     | Pensez à avertir le créateur de l'article, par exemple, en insérant le code ci-dessous sur sa page de discussion : {{subst:avertissement admissibilité à vérifier\|Beni Smir}} |

Beni Smir (en arabe : بني سمير) est une tribu arabe marocaine d'ascendance qurayshite, elle serait descendantes du Calife Omar Ibn al-Khattab.

## Origines
Les Bani Smir sont descendants d'un "Sumir ibn Bahr", ce dernier est descendant du caliphe Omar Ibn al-Khattab.

Leur nassab est : Sumir ben Bahr ben Ya'qub ben Fadel ben Omar ben Massoud ben Musa ben Ahmed ben Omar ben Mohamed ben Merdes ben Hilal ben Omar ben Abd'Allah ben Omar ben al-Khattab.

## Histoire

### Période Coloniale

#### "Assassinats de Deux Capitaines"

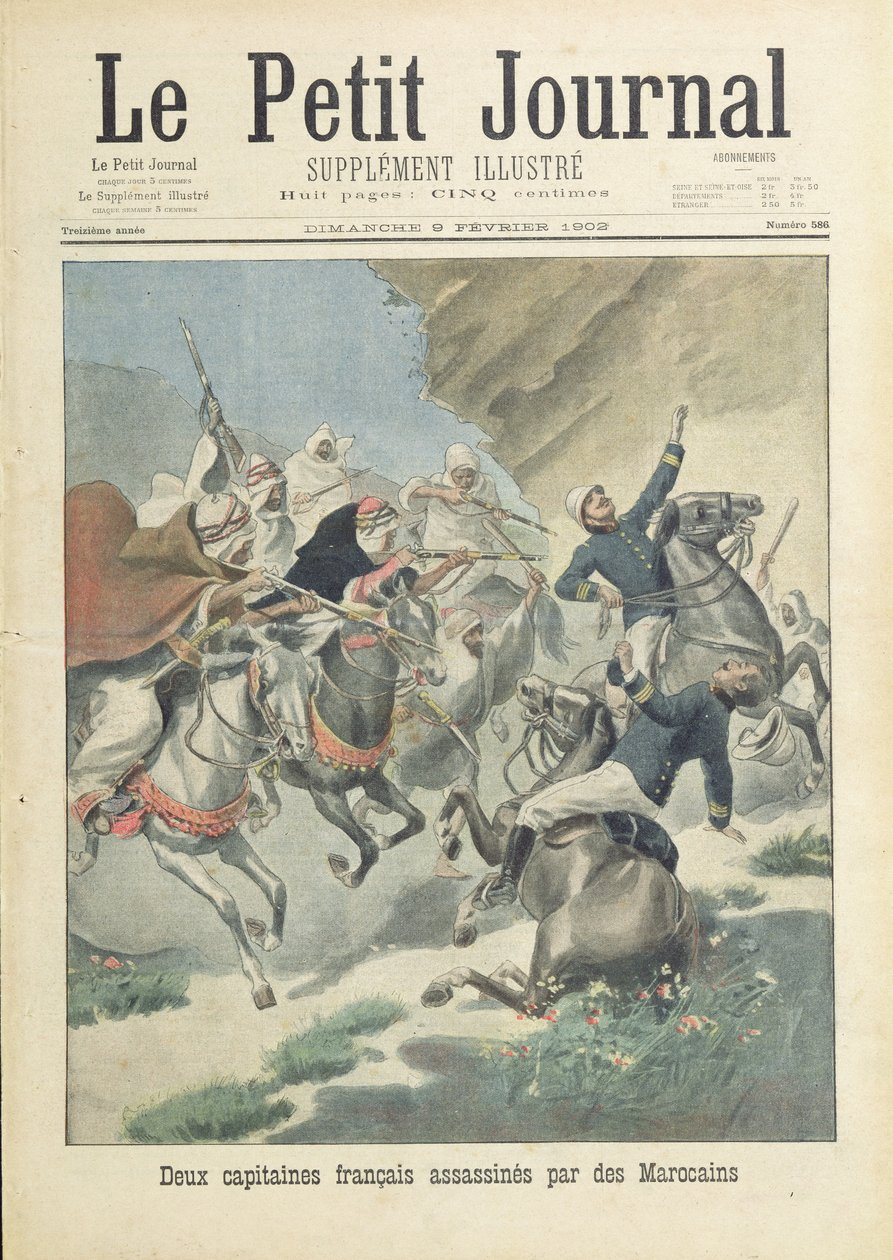
"Deux Capitaines français assassinés pr des Marocains", le Petit Journal, 1902. Illustration des Bani Smir assassinant les deux capitaines.

Le 21 Janvier 1902, les Capitaines de la Légion Étrangère, De Gressin et Gratien sont assassinés par des membres de la tribu Bani Smir,, cet événement va marqué la presse française et sera fortement relayé.

#### Massacre de Oued Zem
Le 20 août 1955, à la suite de la déposition forcée et de l'exil du sultan Moulay Mohamed ben Youssef, dit Mohamed V, les tribus avoisinant Oued Zem décide alors de répliquer par une attaque des quartiers européens de Oued Zem, parmi ces tribus se trouvent les Ouardigha (avec les Smaala, et d'autres branches comme les Awlad Abdoune), les Bani Smir, les Bani Khirane, les Awlad Aissam et bien d'autres. Le massacre fera entre 50-75 victimes françaises, hommes, femmes et enfants.

## Composition tribal
Les Bani Smir sont divisés en plusieurs fractions, elles-mêmes divisées en clans "'Arch", le préfixe "Awlad" revient souvent signifiant "les Fils de ...".
- Awlad Hadad
  - Al-Tahrah ou Awlad al-Touahrah
  - Awlad M'hammed
  - Awlad Bou 'Azzah
  - Awlad Gadha
- Awlad Hadidan 
  - Awlad Sid
  - Awlad al-Fatmi
- Awlad Salaoui
  - Awlad Ahnjan
  - Awlad Muhammad
  - Awlad Rabah
  - Awlad al-Houiri
- Al-Dahamnah
  - Lmassounah
  - Abat Ben'adi
  - Al-Massatfiyah
  - Al-Shaqaqfiyah
  - Awlad Loukili
- Awlad Ibrahim
  - Awlad al-Hafiyan
  - Afdala
  - Ashraga
  - L'ababsa
  - Al-Touahriyah
  - Al-'Ameriyoun
- Awlad Mahmoussa (Mohamed Wa Musa)
  - Ibrahim
  - Ahmed
  - Al-Tayibi
  - Al-Ma'roufi
  - Al-Radi
- Awlad Bou'Ali
  - Awlad al-Ghazouani
  - Al-Rakarkah
  - Al-Saadiyine
  - Awlad al-Galbaoui
  - Awlad Shbani
  - Awlad Makroud
- Bani Hassan
  - Awlad Tayyeb
  - Awlad al-Ma'foufi
  - Awlad Ahmed
  - (Awlad ?) Qaddour
  - Awlad al-Radi
  - (Awlad ?) Ibrahim
- al-Ouardah
  - Al-Beidh (le blanc)
  - Al-K'hel (le noir)

## Personnalités
- Bendaoud ben al-Ghazwani ben Idris al-Smiri : résistant anti-colonial[5]